# Ewa Demarczyk
Ewa Maria Demarczyk (ur. 16 stycznia 1941 w Krakowie, zm. 14 sierpnia 2020 tamże albo w Wieliczce) – polska piosenkarka, wykonująca utwory z nurtu poezji śpiewanej, w latach 1962–1972 była związana z kabaretem „Piwnica pod Baranami”.
Uznawana za jedną z najbardziej utalentowanych i charyzmatycznych postaci polskiej sceny muzycznej. Ceniona była za ekspresję, niebywałą osobowość estradową oraz wybitne zdolności interpretacyjne. Dziennikarz muzyczny i konferansjer Lucjan Kydryński określił ją mianem „czarnego anioła polskiej piosenki”, które przylgnęło do Demarczyk. Wielokrotnie nagradzana za swoje wykonania. Występowała z powodzeniem na całym świecie, m.in. w Austrii, Niemczech, Francji (m.in. w Olympii), Szwecji, Wielkiej Brytanii, USA (m.in. w Carnegie Hall), Kubie i Brazylii.

## Życiorys
Ewa Maria Demarczyk była córką rzeźbiarza Leonarda Demarczyka (ur. 2 maja 1911 w Bytomiu, zm. 6 października 1961) i krawcowej Janiny z domu Bańdo (ur. 24 czerwca 1906, zm. 2 marca 1979). Miała jedną siostrę, Lucynę (ur. 1943). Matka Ewy, Janina Demarczyk, miała dwie siostry. Pierwsza, Stefania Bańdo-Stopkowa (1907−1986), była absolwentką wydziału malarstwa krakowskiej Akademii Sztuk Pięknych (1934), prowadziła na Kazimierzu w Krakowie Zakłady Wydawnicze, publikujące katalogi mody i pisma kobiece, pracowała również jako projektantka porcelany w fabryce Ćmielów. Druga siostra matki, Anna, wyszła za Józefa Kudyka, a ich synem był trębacz i wokalista Jan Kudyk, założyciel i lider Jazz Band Ball Orchestra.
W 1958 zdała maturę w VII Liceum Ogólnokształcącym im. Zofii Nałkowskiej w Krakowie. Ukończyła również w Krakowie Państwową Szkołę Muzyczną II stopnia im. Władysława Żeleńskiego w klasie fortepianu. Następnie rozpoczęła studia w klasie fortepianu w Akademii Muzycznej. Zdała również na studia architektoniczne, jednak szybko je porzuciła. Ze studiów muzycznych zrezygnowała po pierwszym roku.
Karierę rozpoczęła w 1961, występując w studenckim kabarecie Akademii Medycznej w Krakowie o nazwie „Cyrulik”. W 1962 dołączyła do kabaretu „Piwnica pod Baranami”, w którym nawiązała współpracę z kompozytorem Zygmuntem Koniecznym. W 1963 wystąpiła na 1. Krajowym Festiwalu Piosenki Polskiej w Opolu, na którym wykonała utwory: „Karuzela z madonnami” (sł. Miron Białoszewski), „Czarne anioły” (sł. Wiesław Dymny) i „Taki pejzaż” (sł. Andrzej Szmidt). Za swój występ otrzymała nagrodę festiwalu, wzbudzając entuzjazm krytyki i publiczności. Tego samego roku wydała swój pierwszy singel, zawierający piosenki, z którymi triumfowała na festiwalu opolskim. W 1964 na Międzynarodowym Festiwalu Piosenki w Sopocie zdobyła drugą nagrodę za „Grande Valse Brillante” (sł. Julian Tuwim). Występowała także za granicą, m.in. w paryskiej Olympii, dokąd zaprosił ją sam właściciel obiektu, Bruno Coquatrix, oraz w Genewie, z okazji 20-lecia istnienia ONZ.

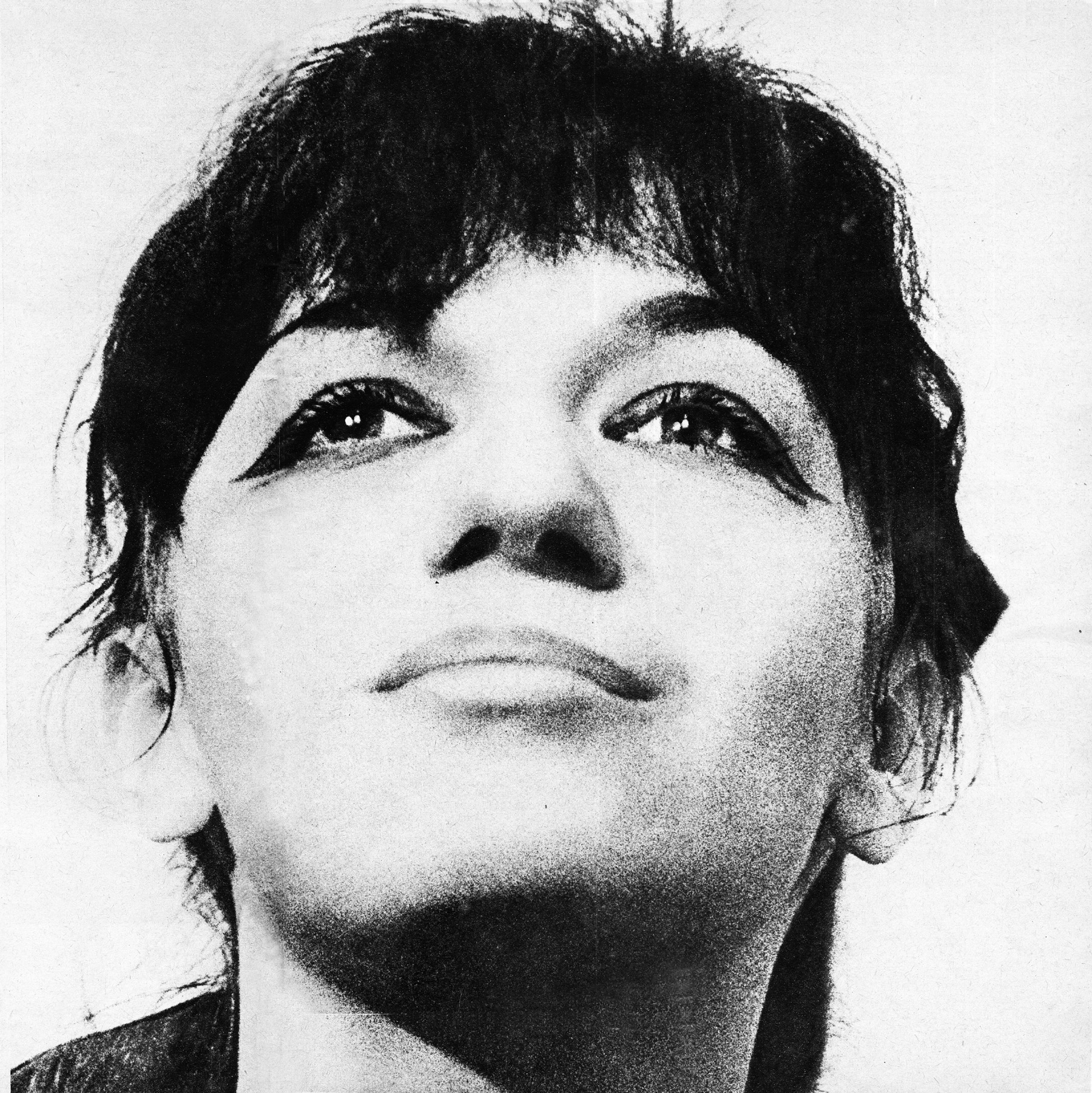
Demarczyk (1966)

W 1966 ukończyła studia na Wydziale Aktorskim Państwowej Wyższej Szkoły Teatralnej w Krakowie. W tym okresie rozwinęła współpracę z kompozytorem Andrzejem Zaryckim. W 1967, nakładem Polskich Nagrań, wydała album studyjny pt. Ewa Demarczyk śpiewa piosenki Zygmunta Koniecznego, na którym znalazły się utwory skomponowane przez Koniecznego do tekstów poetów, takich jak Miron Białoszewski, Bolesław Leśmian czy Maria Pawlikowska-Jasnorzewska, w tym m.in. „Karuzela z madonnami” i „Grande Valse Brillante”. Album zdobył tytuł platynowej płyty za sprzedaż ponad 100 tysięcy egzemplarzy. W drugiej połowie lat 60. Demarczyk wystąpiła wokalnie w dwóch filmach: psychologicznym obrazie Bariera Jerzego Skolimowskiego i produkcji Zbyszek Jana Laskowskiego, poświęconej tragicznie zmarłemu Zbigniewowi Cybulskiemu. W 1970 powstał film muzyczny pt. Ewa Demarczyk, nakręcony przez Laskowskiego, będący półgodzinną rejestracją recitalu artystki.
W 1972 zaprzestała występów w „Piwnicy pod Baranami”. W 1974 wydała w ZSRR album pt. Ewa Demarczyk, który zawierał rosyjskojęzyczne wersje polskich utworów i który został sprzedany w nakładzie ponad 17 milionów egzemplarzy. W 1979 otrzymała nagrodę specjalną dziennikarzy na 17. KFPP w Opolu. W grudniu tego samego roku dała serię recitali w Teatrze Żydowskim w Warszawie. Występy te zostały zarejestrowane i trzy lata później wydane przez firmę Wifon na koncertowym albumie Live.

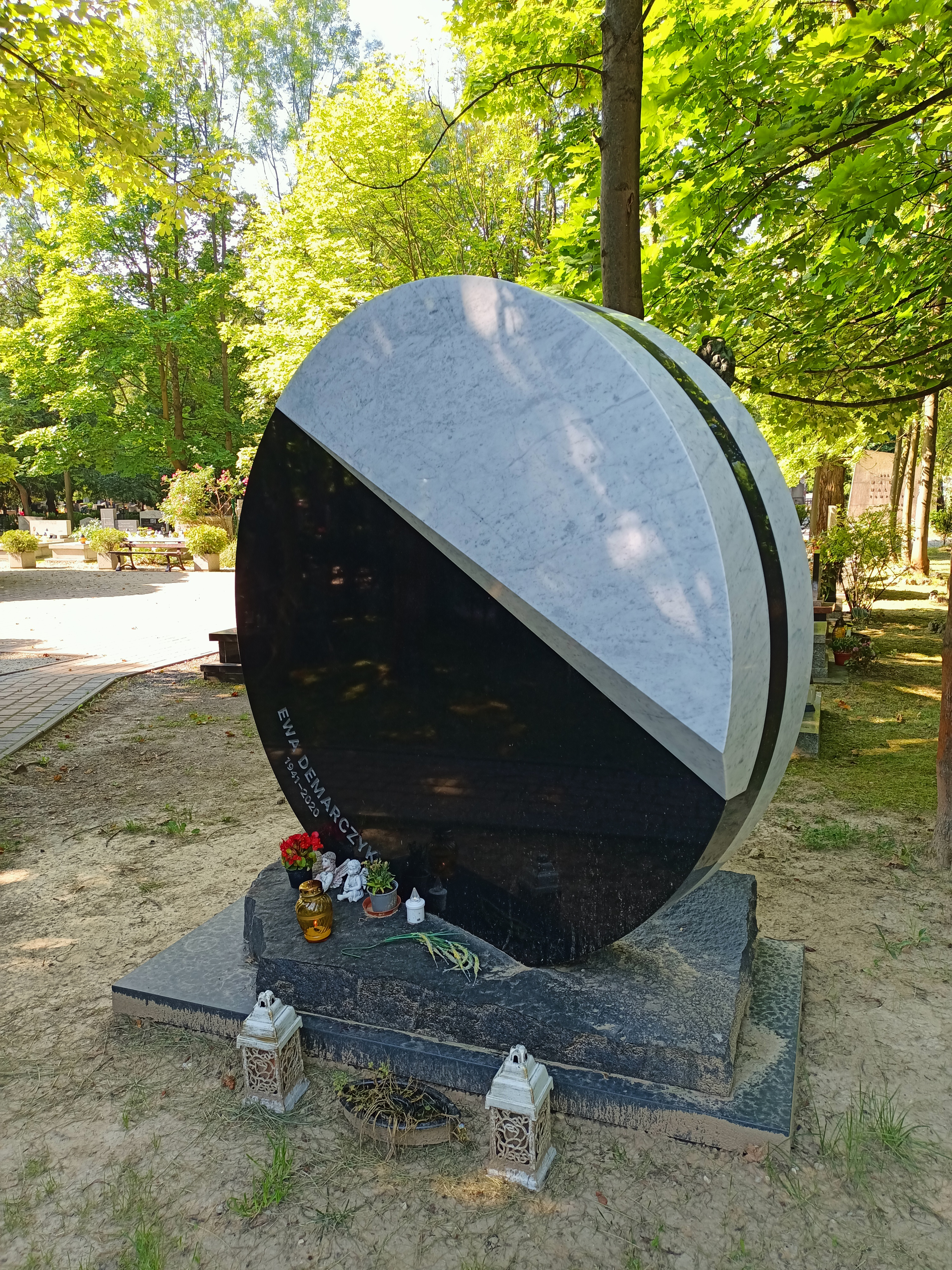
Grób Ewy Demarczyk na cmentarzu Rakowickim w Krakowie

W 1986 rozpoczął działalność Państwowy Teatr Muzyki i Poezji – Teatr Ewy Demarczyk. Choć wystawiane w nim spektakle cieszyły się dużą popularnością, obiekt z przyczyn formalnych został zamknięty w 2000. W latach 90. i na początku XXI wieku ukazywały się reedycje kompaktowe albumów Demarczyk.
8 listopada 1999 w Teatrze Wielkim im. Stanisława Moniuszki w Poznaniu zagrała ostatni koncert w karierze, a po 2000 całkowicie wycofała się z życia publicznego. Od 2000 do czerwca 2001 funkcjonowało stowarzyszenie o nazwie Teatr Ewy Demarczyk.
W 2010 otrzymała Złotego Fryderyka za całokształt twórczości.

## Życie prywatne
Była dwukrotnie zamężna. Jej pierwszym mężem był skrzypek Jakub Szczepański (1938–2020), ale małżeństwo rozpadło się po kilku miesiącach. Po śmierci matki (1979), z którą była bardzo związana, wyszła ponownie za mąż. Drugi mąż był pozłotnikiem. Został skazany na karę pozbawienia wolności za popełnione kradzieże, m.in. na szkodę Ewy Demarczyk. Od 1981 mieszkała w Wieliczce (na Krzyszkowicach) razem z Pawłem Rynkiewiczem, jej życiowym partnerem.
Chorowała na nadciśnienie tętnicze. Zmarła we śnie 14 sierpnia 2020 w swoim mieszkaniu w Krakowie. Uroczystości pogrzebowe odbyły się 26 sierpnia 2020 i miały charakter świecki. Urna z prochami artystki została złożona w alei zasłużonych na cmentarzu Rakowickim w Krakowie (grób LXIXPASC-1-9).

## Dyskografia

### Albumy studyjne
- Ewa Demarczyk śpiewa piosenki Zygmunta Koniecznego (1967)
- Ewa Demarczyk (1974)
- Live (1979)

## Nagrody i odznaczenia
- 1962: II nagroda na I Ogólnopolskim Studenckim Konkursie Piosenkarzy za utwór „Karuzela z madonnami”
- 1963: I nagroda na I KFPP w Opolu za utwór „Czarne anioły”
- 1963: Nagroda specjalna na III Międzynarodowym Festiwalu Piosenki w Sopocie za utwór „Czarne anioły”
- 1963: Nagroda dziennikarzy dla najlepszego wykonawcy roku „Ewa 63"
- 1964: II nagroda na IV Międzynarodowym Festiwalu Piosenki w Sopocie za utwór „Grande Valse Brillante”
- 1967: Nagroda na Światowym Festiwalu Teatralnym w Arezzo
- 1969: I nagroda festiwalu Mondial du Theatre w Nancy
- 1971: Złoty Krzyż Zasługi
- 1971: Nagroda Ministra Kultury i Sztuki za „osiągnięcia w interpretacji pieśniarskiej tekstów wybitnych polskich poetów”
- 1977: Krzyż Oficerski Orderu Legii Honorowej (Francja)
- 1978: Nagroda Ministra Spraw Zagranicznych za „wybitne zasługi w propagowaniu kultury polskiej za granicą”
- 1978: Nagroda Miasta Krakowa
- 1979: Nagroda specjalna dziennikarzy na XVII KFPP w Opolu za „artystyczne osiągnięcia i trwanie przy najwyższych wartościach estradowych”
- 1979: Krzyż Kawalerski Orderu Odrodzenia Polski[40]
- 1987: Złota Odznaka Honorowa Towarzystwa Polonia
- 1987: Odznaka tytułu honorowego „Zasłużony dla Kultury Narodowej”
- 1990: Nagroda specjalna na XXVII KFPP w Opolu za „wybitne osiągnięcia w sztuce interpretacji piosenki”
- 1993: Nagroda specjalna Telewizji Polskiej za „wielki talent, osobowość i rozsławienie polskiej piosenki literackiej w kraju i za granicą”
- 1997: Nagroda Wojewody Krakowskiego za „wybitne osiągnięcia artystyczne oraz wkład w tworzenie muzycznego oblicza Polski”
- 2000: Krzyż Komandorski Orderu Odrodzenia Polski[41]
- 2005: Złoty Medal „Zasłużony Kulturze Gloria Artis”[42][43]
- 2010: Złoty Fryderyk za całokształt osiągnięć artystycznych
- 2011: Złoty Kogut – Nagroda Specjalna Polskich Nagrań[44]
- 2011: Nagroda Specjalna Programu 1 TVP S.A. dla wybitnej postaci polskiej kultury
- 2012: Doroczna Nagroda Ministra Kultury i Dziedzictwa Narodowego za całokształt twórczości[45]
- 2017: Krzyż Komandorski z Gwiazdą Orderu Odrodzenia Polski[9]
- 2020: Nagroda 100-lecia ZAiKS-u[46]

## Upamiętnienie

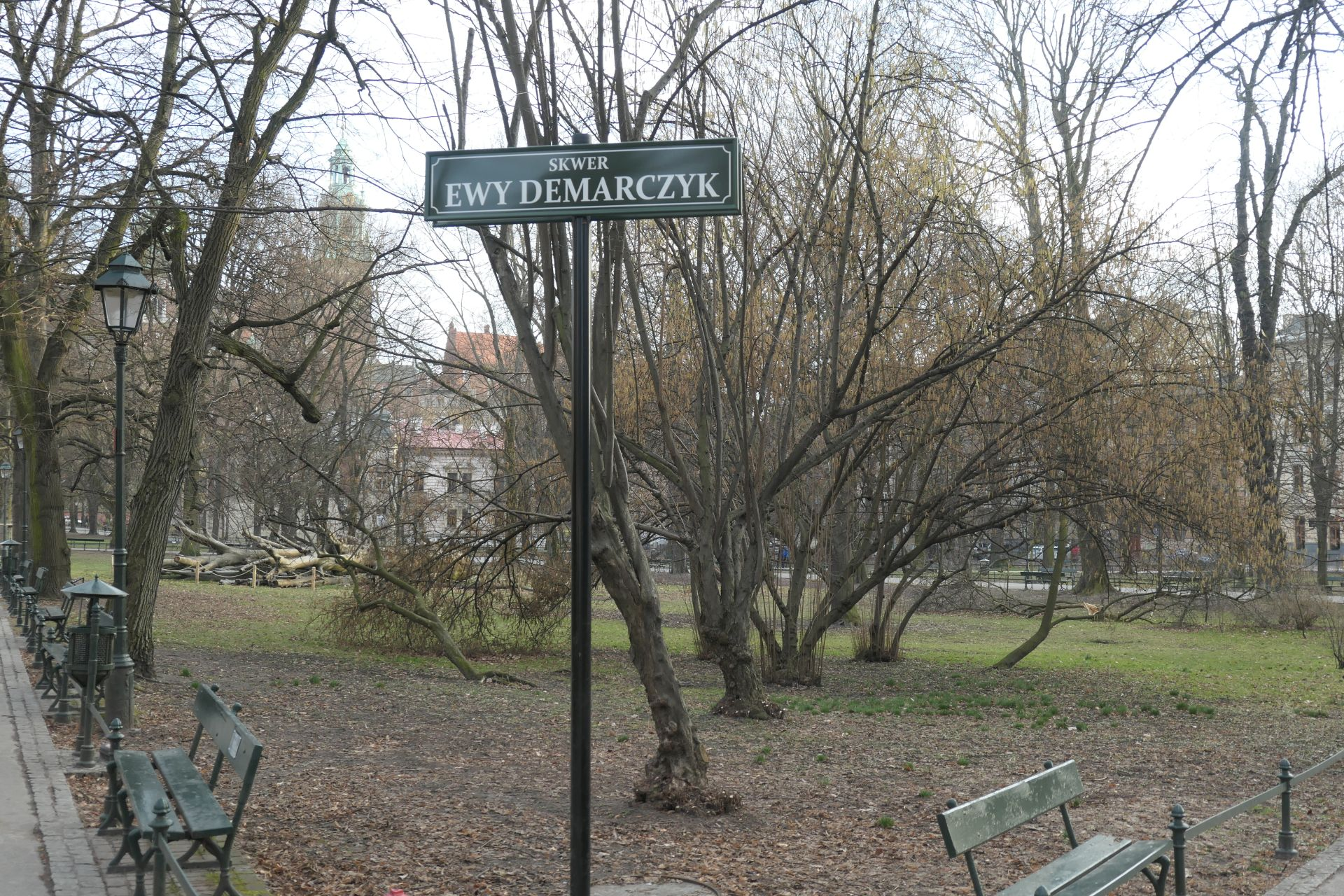
Skwer Ewy Demarczyk na krakowskich Plantach. Fot. Mateusz Drożdż

16 marca 2022 Rada Miasta Krakowa uhonorowała artystkę nadając nazwę Skwer Ewy Demarczyk fragmentowi Plant leżącemu pomiędzy ulicami: Poselską, Floriana Straszewskiego i Podzamcze.